# 山主敏子

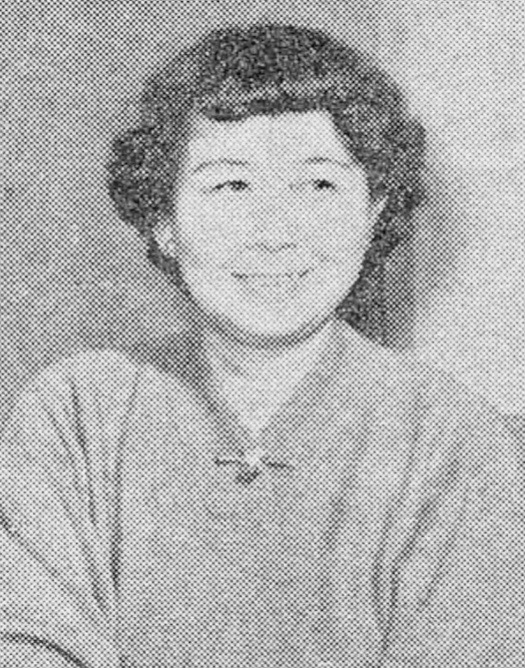
山主敏子（1961年）

山主 敏子（やまぬし としこ、1907年6月3日 - 2000年4月16日）は、日本の児童文学者・翻訳家。

## 人物・来歴
東京生まれ。青山女学院専攻部卒。本名・瀬川敏子。弟は瀬川昌男。同盟通信社、共同通信社に勤め論説委員。日本児童文芸家協会理事長を務めた。

## 著書
- 『女性の経済力』（報文社） 1947
- 『ダーウィン』（あかね書房、小学生伝記文庫） 1952
- 『みつばちの家』（泰光堂） 1956
- 『ナイチンゲール』（偕成社、児童伝記全集） 1958
- 『キリスト』（偕成社、児童伝記全集） 1959
- 『リンカーン』（ポプラ社、子どもの伝記全集） 1960
- 『ディズニー』（偕成社、幼年伝記ものがたり） 1964
- 『星ものがたり』（実業之日本社、おはなし博物館） 1965
- 『かえるの王さま』（ポプラ社、おはなし絵文庫） 1970
- 『エジソン』（偕成社、カラー絵ばなし） 1970
- 『十代の悩みに答えて』（偕成社、少年少女世界のノンフィクション） 1971
- 『ヘルマン・ヘッセ』（潮出版社、ポケット偉人伝3） 1971
- 『10人の芸術家』（実業之日本社） 1972
- 『少女10代の告白 心配ない!だれにもある悩みと失敗』（偕成社、少年少女ノンフィクション物語） 1974
- 『ベートーベン』（集英社、母と子の世界の伝記） 1974
- 『ヘレン・ケラー』（主婦の友社、少年少女世界伝記全集） 1977
- 『キューリー夫人』（ぎょうせい、世界の伝記11） 1980.1
- 『うまにされたおとうさん』（聖教新聞社、聖教えほん） 1980
- 『クレオパトラ』（ぎょうせい、世界の伝記13） 1981.4
- 『星座と神話』全4巻（ポプラ社、天文ブックス） 1981
- 『北条政子』（あかね書房、嵐の中の日本人シリーズ） 1982
- 『アソカ大王』（聖教新聞社、聖教えほん） 1985
- 『紫式部』（あかね書房、嵐の中の日本人シリーズ） 1986
- 『歴史をかえた15人の冒険者たち』（ポプラ社、ポプラ社文庫） 1989.1

## 共編
- 『妖怪ものがたり』 （三省堂、三省堂らいぶらりい） 1978.1
- 『かくされた財宝』（亀山龍樹共編、三省堂、三省堂らいぶらりい） 1978.3
- 『世界の魔物たち』（亀山龍樹共編、三省堂、三省堂らいぶらりい） 1978.3
- 『世界のミステリーゾーン』（亀山龍樹共編、三省堂、三省堂らいぶらりい） 1978.4
- 『世界奇人ものがたり』（亀山龍樹共編、三省堂、三省堂らいぶらりい） 1978.5
- 『なぞの英雄たち』 （三省堂、三省堂らいぶらりい） 1978.5
- 『日本児童文芸史』（福田清人共編、三省堂） 1983.6
- 『地球は青く美しかった 冒険家・探険家』（ポプラ社、きみたちにおくる名言集） 1988
- 『ことわざ親子で楽しむ300話』全10巻（岡上鈴江共編、ぎょうせい） 1989 - 1990

## 翻訳・再話
- 『パンドラのはこ』（ナサニエル・ホーソン、あかね書房、世界童話集） 1952
- 『あらしが丘』（E・ブロンテ、講談社、世界名作全集） 1954
- 『ひらかなみなもとよしつね』（金の星社） 1956
- 『ビーグル号航海記』（ダーウィン、実業之日本社、少年少女世界の本） 1957
- 『名犬バック』（ジャック・ロンドン、ポプラ社、たのしい名作童話） 1957
- 『ニルスのふしぎな旅』（ラーゲルレーフ、偕成社、児童名作全集） 1957
- 『海底旅行』（ベルヌ、金の星社、ひらかな世界名作） 1958
- 『リラの花さく家』（オルコット、偕成社） 1959
- 『愛のバイオリン』（マルドリュース、偕成社、世界少女名作全集） 1961
- 『母のおもかげ』（ジョルジュ・サンド、偕成社、世界少女名作全集） 1961
- 『ランプの秘密』（キャロリン・キーン、金の星社、少女世界推理名作選集) 1962
- 『なぞの美少女』（マーガレット・サットン、金の星社） 1963
のちフォア文庫
- 『名犬ラッシー』（エリック・ナイト、ポプラ社、世界名作童話全集） 1964
- 『ポールとビルジニイ』（サン・ピェール、小学館、少年少女世界の名作文学） 1965
- 『もりのどうぶつかいぎ』（エドゥアルト・ホフマン、偕成社、世界おはなし絵本） 1966
- 『ルバイヤート / 大勇士ルスタム物語』（オマル・ハイヤーム / フェルドゥーセィー、小学館、少年少女世界の名作文学） 1967
- 『子じかものがたり』（ローリングス、偕成社） 1967
- 『ちびっこ王さまの大きなゆめ』（ユージン・ファーン、偕成社） 1968
- 『母をたずねて』（アミーチス、偕成社、世界の幼年文学） 1968
- 『みさき荘の怪事件』（クリスチー、ポプラ社、ジュニア世界ミステリー） 1968
- 『新訳 若草物語』（L・オルコット、文研出版、文研児童図書館） 1969
- 『家なき子』（エクトル・マロ、世界文化社、少年少女世界の名作） 1969.3
- 『スーザンのかくれんぼ』（ルイス・スロボトキン、偕成社） 1970
- 『世界のこわい話』（偕成社、少年少女類別民話と伝説)  1971
- 『いさましい船長さん』（ディケンズ、旺文社、旺文社ジュニア図書館） 1971
- 『世界の悲しい話』(偕成社、民話と伝説) 1972
- 『帰ってきたむく犬』（ウィーダ、旺文社、旺文社ジュニア図書館） 1973
- 『美しいポリー』（オルコット、集英社、母と子の名作文学） 1973
- 『月曜物語』（ドーデ、小学館、少年少女世界の名作） 1973
- 『赤毛のアン』（モンゴメリー、集英社、マーガレット文庫） 1974
- 『黒馬ものがたり』（シュウエル、旺文社、旺文社ジュニア図書館） 1974
- 『魔法を売る店』（H・G・ウェルズ、旺文社、旺文社ジュニア図書館） 1975
- 『八人のいとこ』（オルコット、旺文社、旺文社文庫） 1975
- 『花ひらくローズ』（オルコット、旺文社、旺文社文庫） 1976
- 『ケティ物語（英語版）』（スーザン・クーリッジ、集英社、マーガレット文庫 世界の名作） 1976
- 『おひめさまとりゅう』（ネスビット、小学館） 1976.8
- 『フロス川の水車小屋』（ジョージ・エリオット、集英社、マーガレット文庫) 1977
- 『やんちゃな妹』（ドロシー・エドワーズ、旺文社、旺文社ジュニア図書館） 1977.4
- 『あしながおじさん』（ウエブスター、ポプラ社、ポプラ社文庫） 1978.10
- 『オズのまほうつかい』（フランク・バウム、集英社） 1978.12
- 『王子とこじき』（マーク・トウェイン、ぎょうせい、少年少女世界名作全集） 1982
- 『ふたりの女神の物語』（メネラオス・ステファニデス再話(ギリシア神話)、ぎょうせい） 1982.2
- 『デウカリオーンの箱船』（ステファニデス再話(ギリシア神話)、ぎょうせい） 1982.10
- 『大きな森の小さな家』（ローラ・インガルス・ワイルダー、ぎょうせい） 1982.12
- 『ヒマラヤのおうさまざる インドのはなし』（コーキ出版、絵本ファンタジア） 1982
- 『失われた世界』（ドイル、ぎょうせい、少年少女世界名作全集） 1983
- 『パンダ』（スーザン・ボナーズ、佑学社） 1984.1
- 『銀のスケートぐつ』（メアリー・M・ドッジ、ポプラ社、ポプラ社文庫） 1984.2
- 『フランケンシュタイン』（メアリ・シェリー、金の星社） 1984.1
のちフォア文庫
- 『大西部開拓史』（ぎょうせい、世界ノンフィクション全集5） 1985.1
- 「ケティシリーズ（英語版）」（クーリッジ、ポプラ社、ポプラ社文庫）
『すてきなケティ』（絵:青山みるく） 1986.11 ISBN 978-4591023815
『すてきなケティの寮生活』 1987.5
『すてきなケティのすてきな旅行』 1987.12
『すてきなケティのすてきな妹』 1988.5
- 『かわいいローズの小さな愛』 (オルコット、ポプラ社、ポプラ社文庫） 1989.4
- 『アラビアンナイト バートン版』全6巻（ぎょうせい） 1990